# Чемпионат мира по художественной гимнастике 2001

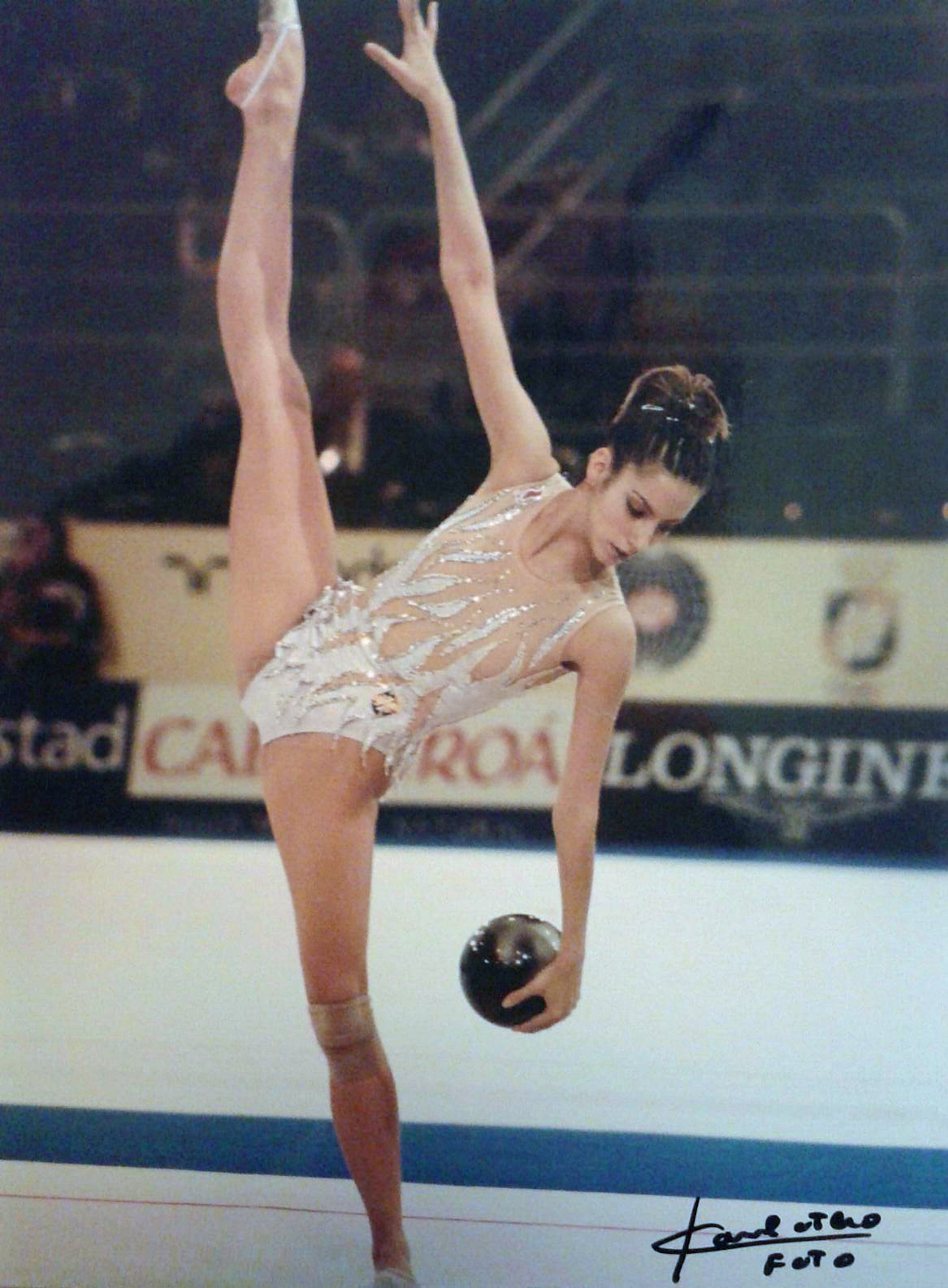
Выступление Альмудены Сид Тостадо

24-й чемпионат мира по художественной гимнастике проходил с 18 по 21 октября 2001 года в городе Мадриде (Испания).
Несмотря на то, что в командном и личном многоборье, а также в отдельных видах изначально победу одержали представительницы сборной России (в частности, Алина Кабаева и Ирина Чащина), в том же 2001 году Кабаеву и Чащину уличили в применении запрещённого фуросемида. В результате обе россиянки были дисквалифицированы на два года и лишены не только наград чемпионата мира 2001 года, но и Игр доброй воли.
Все спортивные результаты, представленные в данных таблицах, приведены с учётом дисквалификации россиянок.

## Индивидуальная программа

### Многоборье
| Место | Страна | Гимнастка       | Всего   |
| ----- | ------ | --------------- | ------- |
| 1     |        | Тамара Ерофеева | 106.225 |
| 2     |        | Симона Пейчева  | 106.150 |
| 3     |        | Анна Бессонова  | 103.575 |

### Скакалка
| Место | Страна                    | Гимнастка         | Результат |
| ----- | ------------------------- | ----------------- | --------- |
| 1     | Флаг Украины              | Тамара Ерофеева   | 26.025    |
| 2     | Флаг Болгарии             | Симона Пейчева    | 25.950    |
| 3     | Флаг Украины              | Анна Бессонова    | 25.700    |
| 4     | Флаг Беларуси (1995—2012) | Елена Ткаченко    | 25.000    |
| 5     | Флаг Болгарии             | Элизабет Паисиева | 24.575    |
| 6     | Флаг Беларуси (1995—2012) | Инна Жукова       | 24.400    |

### Обруч
| Место | Страна                    | Гимнастка             | Результат |
| ----- | ------------------------- | --------------------- | --------- |
| 1     | Флаг Болгарии             | Симона Пейчева        | 26.175    |
| 2     | Флаг Украины              | Анна Бессонова        | 25.900    |
| 3     | Флаг Украины              | Тамара Ерофеева       | 25.700    |
| 4     | Флаг Испании              | Альмудена Сид Тостадо | 24.750    |
| 5     | Флаг Беларуси (1995—2012) | Елена Ткаченко        | 24.400    |
| 6     | Флаг Беларуси (1995—2012) | Инна Жукова           | 24.225    |

### Мяч
| Место | Страна                    | Гимнастка       | Результат |
| ----- | ------------------------- | --------------- | --------- |
| 1     | Флаг Болгарии             | Симона Пейчева  | 26.625    |
| 2     | Флаг Украины              | Анна Бессонова  | 26.100    |
| 3     | Флаг Украины              | Тамара Ерофеева | 25.700    |
| 4     | Флаг Беларуси (1995—2012) | Елена Ткаченко  | 25.250    |
| 5     | Флаг Италии               | Лаура Зачилли   | 24.700    |
| 6     | Флаг Беларуси (1995—2012) | Инна Жукова     | 23.600    |

### Булавы
| Место | Страна                    | Гимнастка         | Результат |
| ----- | ------------------------- | ----------------- | --------- |
| 1     | Флаг Болгарии             | Симона Пейчева    | 27.275    |
| 2     | Флаг Беларуси (1995—2012) | Елена Ткаченко    | 25.725    |
| 3     | Флаг Украины              | Тамара Ерофеева   | 25.600    |
| 4     | Флаг Украины              | Анна Бессонова    | 25.325    |
| 5     | Флаг Беларуси (1995—2012) | Элона Осядовская  | 25.325    |
| 6     | Флаг Болгарии             | Элизабет Паисиева | 25.000    |

## Групповая программа

### Многоборье
| Место | Страна   | Спортсменки                                                      | Всего   |
| ----- | -------- | ---------------------------------------------------------------- | ------- |
| 1     | Украина  | Тамара Ерофеева Анна Бессонова Наталья Годунко Елена Дзюбчук     | 258.875 |
| 2     | Беларусь | Елена Ткаченко Инна Жукова Элона Осядовская Наталья Пальчевская  | 254.500 |
| 3     | Болгария | Симона Пейчева Элизабет Паисиева Юлиана Науденова Ива Тепечанова | 253.975 |